# Кенейдіан (Техас)
Кенейдіан (англ. Canadian) — місто (англ. city) в США, в окрузі Гемпгілл штату Техас. Населення — 2339 осіб (2020).

## Географія
Кенейдіан розташований за координатами 35°54′35″ пн. ш. 100°23′2″ зх. д. / 35.90972° пн. ш. 100.38389° зх. д. (35.909678, -100.383880).  За даними Бюро перепису населення США в 2010 році місто мало площу 3,36 км², уся площа — суходіл.

### Клімат
| Клімат : Кенейдіан      | Клімат : Кенейдіан | Клімат : Кенейдіан | Клімат : Кенейдіан | Клімат : Кенейдіан | Клімат : Кенейдіан | Клімат : Кенейдіан | Клімат : Кенейдіан | Клімат : Кенейдіан | Клімат : Кенейдіан | Клімат : Кенейдіан | Клімат : Кенейдіан | Клімат : Кенейдіан | Клімат : Кенейдіан |
| Показник                | Січ.               | Лют.               | Бер.               | Квіт.              | Трав.              | Черв.              | Лип.               | Серп.              | Вер.               | Жовт.              | Лист.              | Груд.              | Рік                |
| Абсолютний максимум, °C | 29,4               | 32,2               | 35,0               | 37,2               | 40,6               | 44,4               | 43,9               | 43,3               | 42,2               | 38,3               | 32,2               | 28,9               | 44,4               |
| Середній максимум, °C   | 8,3                | 12,2               | 16,7               | 21,7               | 26,1               | 31,1               | 34,4               | 33,9               | 29,4               | 23,3               | 15,0               | 8,9                | 21,7               |
| Середній мінімум, °C    | −7,2               | −5                 | −1,1               | 5,0                | 11,1               | 16,7               | 18,9               | 18,3               | 13,3               | 6,1                | −1,1               | −6,1               | 5,6                |
| Абсолютний мінімум, °C  | −25,6              | −25,6              | −20                | −9,4               | −4,4               | 3,9                | 8,3                | 7,2                | −2,8               | −11,7              | −18,9              | −25                | −25,6              |
| Норма опадів, мм        | 12                 | 19                 | 43                 | 44                 | 95                 | 85                 | 56                 | 60                 | 60                 | 37                 | 24                 | 18                 | 553                |
| ----------------------- | ------------------ | ------------------ | ------------------ | ------------------ | ------------------ | ------------------ | ------------------ | ------------------ | ------------------ | ------------------ | ------------------ | ------------------ | ------------------ |
| Джерело:                |                    |                    |                    |                    |                    |                    |                    |                    |                    |                    |                    |                    |                    |

## Демографія
Згідно з переписом 2010 року, у місті мешкало 2649 осіб у 936 домогосподарствах у складі 680 родин. Густота населення становила 788 осіб/км².  Було 1068 помешкань (318/км²).
Расовий склад населення:
| - 85,6 % — білих - 0,5 % — корінних американців - 0,3 % — азіатів - 0,2 % — чорних або афроамериканців - 11,6 % — осіб інших рас |

До двох чи більше рас належало 1,8 %. Частка іспаномовних становила 33,9 % від усіх жителів.
За віковим діапазоном населення розподілялося таким чином: 31,9 % — особи молодші 18 років, 56,8 % — особи у віці 18—64 років, 11,3 % — особи у віці 65 років та старші. Медіана віку мешканця становила 32,6 року. На 100 осіб жіночої статі у місті припадало 101,0 чоловіків;  на 100 жінок у віці від 18 років та старших — 99,7 чоловіків також старших 18 років.
Середній дохід на одне домашнє господарство  становив 72 550 доларів США (медіана — 55 761), а середній дохід на одну сім'ю — 78 908 доларів (медіана — 59 219). Медіана доходів становила 50 658 доларів для чоловіків та 22 852 долари для жінок. За межею бідності перебувало 16,0 % осіб, у тому числі 27,4 % дітей у віці до 18 років та 5,4 % осіб у віці 65 років та старших.
Цивільне працевлаштоване населення становило 1242 особи. Основні галузі зайнятості: сільське господарство, лісництво, риболовля — 22,8 %, роздрібна торгівля — 16,3 %, освіта, охорона здоров'я та соціальна допомога — 14,5 %.